# Домбковиці-Дольне
Домбковиці-Дольне (пол. Dąbkowice Dolne) — село в Польщі, у гміні Лович Ловицького повіту Лодзинського воєводства.
Населення — 290 осіб (2011).
У 1975-1998 роках село належало до Скерневицького воєводства.

## Демографія
Демографічна структура станом на 31 березня 2011 року:
|          | Загалом | Допрацездатний вік | Працездатний вік | Постпрацездатний вік |
| -------- | ------- | ------------------ | ---------------- | -------------------- |
| Чоловіки | 150     | 38                 | 91               | 21                   |
| Жінки    | 140     | 23                 | 80               | 37                   |
| Разом    | 290     | 61                 | 171              | 58                   |